# Selección de fútbol del Congo
La selección de fútbol del Congo es el equipo representativo del país en las competiciones oficiales. Su organización está a cargo de la Federación Congoleña de Fútbol, perteneciente a la CAF. Nunca ha participado en la Copa Mundial de Fútbol pero ganó la Copa Africana de Naciones de 1972.

## Historia
La selección de fútbol del Congo hizo su primera aparición en febrero de 1954 en un amistoso contra Camerún donde ganó 5-1. En 1960 participó en su primer torneo, un torneo amistoso "L'Amitié". El 13 de abril de ese año, derrotaron a la isla francesa Reunión 11-1 en su primer partido para avanzar a los cuartos de final. En los cuartos de final del 15 de abril, derrotaron a Costa de Marfil por 3-2. El 17 de abril, perdieron 5-4 ante Camerún y el anfitrión Madagascar los derrotó 8-1 en el partido por el tercer puesto el 19 de abril.
En abril de 1963 participaron en otro concurso de L'Amitié, esta vez en Senegal, y fueron sorteados en un grupo con Túnez, Costa de Marfil, República Democrática del Congo y Mauritania. Perdieron su primer partido 2-0 ante Túnez el 13 de abril, pero vencieron a Costa de Marfil 3-2 al día siguiente. El 15 de abril vencieron a su vecino Congo Kinshasa por 2-1 y luego a Mauritania por 1-0 dos días después, pero no avanzaron a la siguiente ronda.
En julio de 1965, el Congo celebró los Juegos Panafricanos de 1965 y quedó empatado en un grupo con Malí, Uganda y Togo. Empataron 1-1 con Malí el 18 de julio y vencieron a Uganda 2-1 al día siguiente. El 21 de julio empataron 1-1 contra Togo, pero avanzaron a las semifinales, donde vencieron a Costa de Marfil 1-0 el 23 de julio. El 25 de julio, el Congo empató 0-0 contra Malí en la final, pero ganó el torneo al ganar diez córners en la final en comparación con uno de Malí.
El 19 de febrero de 1967, el Congo viajó a Túnez para su primer partido de clasificación para la Copa Africana de Naciones, empatando 1-1. El 2 de agosto de 1967 organizaron un partido de clasificación contra Camerún y los derrotaron 2-1 para encabezar su grupo de clasificación y avanzar a su primera final.
La final se celebró en Etiopía en enero de 1968 y el Congo quedó empatado en un grupo con su vecino Zaire, Senegal y Ghana. Perdieron el primer partido ante Zaire por 3-0 el 12 de enero y dos días después perdieron por 2-1 ante Senegal. El 16 de enero, el Congo fue derrotado por 3-1 por Ghana y quedó eliminado.
En 1972, el Congo ganó su único título de la Copa Africana de Naciones. Congo derrotó al anfitrión Camerún en la semifinal 1-0 antes de vencer a Malí 3-2 en la final para ganar el campeonato. Podría decirse que en ese equipo estaba el jugador más famoso del Congo, François M'Pelé, quien brilló en el PSG en la década de 1970.
En la clasificación para la Copa Mundial de Fútbol de 1998, el Congo estuvo a una victoria de clasificarse para la fase final del torneo. Sin embargo, después de las victorias en casa sobre Zambia, República Democrática del Congo y Sudáfrica, el Congo perdió su último partido 1-0 ante Sudáfrica y fue eliminado.

## Palmarés
- Juegos Panafricanos (1): 1965
- Copa UDEAC (1): 1990
- Copa CEMAC (2): 2007 y 2010
- Copa Trópico (1): 1962

## Indumentaria
|  |  |  |  |

## Últimos partidos y próximos encuentros
Actualizado al último partido jugado el 12 de agosto de 2025
| Fecha      | Ciudad       | Local             | Resultado | Visitante         | Competición                            |
| ---------- | ------------ | ----------------- | --------- | ----------------- | -------------------------------------- |
| 11-06-2024 | Agadir       | Marruecos         | 6:0       | Congo             | Clasificación Copa Mundial 2026        |
| 05-09-2024 | Brazaville   | Congo             | 1:0       | Sudán del Sur     | Clas. Copa Africana de Naciones 2025   |
| 09-09-2024 | Kampala      | Uganda            | 2:0       | Congo             | Clas. Copa Africana de Naciones 2025   |
| 11-10-2024 | Gqeberha     | Sudáfrica         | 5:0       | Congo             | Clas. Copa Africana de Naciones 2025   |
| 15-10-2024 | Brazaville   | Congo             | 1:1       | Sudáfrica         | Clas. Copa Africana de Naciones 2025   |
| 14-11-2024 | Yuba         | Sudán del Sur     | 3:2       | Congo             | Clas. Copa Africana de Naciones 2025   |
| 19-11-2024 | Brazaville   | Congo             | 0:1       | Uganda            | Clas. Copa Africana de Naciones 2025   |
| 21-12-2024 | Malabo       | Guinea Ecuatorial | 0:0       | Congo             | Clasificación Campeonato Africano 2025 |
| 29-12-2024 | Brazaville   | Congo             | 0:3       | Guinea Ecuatorial | Clasificación Campeonato Africano 2025 |
| 05-08-2025 | Stone Town   | Congo             | 1:1       | Sudán             | Campeonato Africano 2025               |
| 12-08-2025 | Stone Town   | Senegal           | 1:1       | Congo             | Campeonato Africano 2025               |
| 19-08-2025 | Dar es-Salam | Nigeria           | -:-       | Congo             | Campeonato Africano 2025               |

## Jugadores

### Última convocatoria
| No. | Pos. | Jugador                   | Fecha de nacimiento (edad)         | Apa. | Goles | Club                          |
| --- | ---- | ------------------------- | ---------------------------------- | ---- | ----- | ----------------------------- |
|     | POR  | Christoffer Mafoumbi      | 3 de marzo de 1994 (31 años)       | 37   | 0     | Differdange                   |
|     | POR  | Pavelh Ndzila             | 1 de diciembre de 1995 (29 años)   | 12   | 0     | Étoile du Congo               |
|     | POR  | Darnet Joé Ombandza       | 4 de septiembre de 1998 (26 años)  | 2    | 0     | Otohô                         |
|     |      |                           |                                    |      |       |                               |
|     | DEF  | Varel Rozan               | 9 de septiembre de 1992 (32 años)  | 18   | 0     | Vita Club                     |
|     | DEF  | Marvin Baudry             | 26 de enero de 1990 (35 años)      | 34   | 3     | Stade Lavallois               |
|     | DEF  | Fernand Mayembo           | 9 de enero de 1996 (29 años)       | 12   | 0     | Ajaccio                       |
|     | DEF  | Baron Kibamba             | 23 de marzo de 1998 (27 años)      | 12   | 0     | Sevilla Atlético              |
|     | DEF  | Ravy Tsouka               | 23 de diciembre de 1994 (30 años)  | 16   | 0     | Helsingborgs IF               |
|     | DEF  | Durel Avounou             | 25 de septiembre de 1997 (27 años) | 18   | 0     | Le Mans                       |
|     | DEF  | Prince Mouandza           | 23 de octubre de 2001 (23 años)    | 5    | 1     | Otohô                         |
|     | DEF  | Bradley Mazikou           | 6 de febrero de 1996 (29 años)     | 4    | 0     | CSKA Sofia                    |
|     | DEF  | Morgan Poaty              | 15 de julio de 1997 (28 años)      | 1    | 0     | Seraing                       |
|     |      |                           |                                    |      |       |                               |
|     | MED  | Thievy Bifouma            | 13 de mayo de 1992 (33 años)       | 35   | 15    | Bursaspor                     |
|     | MED  | Gaius Makouta             | 25 de julio de 1997 (28 años)      | 14   | 1     | Beroe                         |
|     | MED  | Carof Bakoua              | 9 de septiembre de 1993 (31 años)  | 16   | 2     | Diables Noirs                 |
|     | MED  | Jordan Massengo           | 31 de enero de 1990 (35 años)      | 10   | 2     | Racing White Daring Molenbeek |
|     | MED  | Gaius Makouta             | 25 de julio de 1997 (28 años)      | 15   | 1     | Boavista                      |
|     | MED  | Antoine Makoumbou         | 18 de julio de 1998 (27 años)      | 10   | 1     | Cagliari                      |
|     | MED  | Merveil Ndockyt           | 20 de julio de 1996 (29 años)      | 21   | 1     | NK Osijek                     |
|     | MED  | Nolan Mbemba              | 19 de febrero de 1995 (30 años)    | 7    | 0     | Le Havre                      |
|     | MED  | Dylan Saint-Louis         | 26 de abril de 1995 (30 años)      | 7    | 1     | Hatayspor                     |
|     | MED  | Yhoan Andzouana           | 13 de diciembre de 1996 (28 años)  | 4    | 0     | DAC 1904                      |
|     |      |                           |                                    |      |       |                               |
|     | DEL  | Béni Makouana             | 28 de septiembre de 1999 (25 años) | 11   | 0     | Montpellier                   |
|     | DEL  | Bevic Moussiti-Oko        | 28 de mayo de 1995 (30 años)       | 5    | 0     | Ajaccio                       |
|     | DEL  | Prestige Mboungou         | 7 de octubre de 2000 (24 años)     | 18   | 1     | Metalac Gornji Milanovac      |
|     | DEL  | Silvère Ganvoula M'boussy | 22 de junio de 1996 (29 años)      | 16   | 3     | VfL Bochum                    |
|     | DEL  | Guy Mbenza                | 4 de enero de 2000 (25 años)       | 16   | 4     | Wydad Casablanca              |
|     | DEL  | Dylan Bahamboula          | 22 de mayo de 1995 (30 años)       | 11   | 0     | Oldham Athletic               |
|     | DEL  | Mavis Tchibota            | 5 de julio de 1996 (29 años)       | 7    | 0     | Ludogorets Razgrad            |

## Récords
Actualizado el 26 de abril de 2024.

### Más Partidos

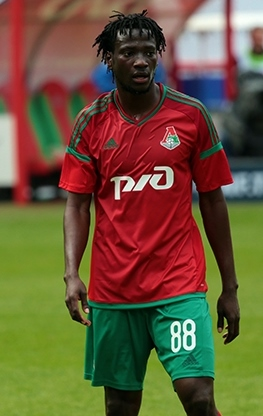
Delvin N'Dinga is Congo's joint-most capped player with 56 appearances.

| Rank | Jugador           | Partidos | Goles | Carrera      |
| ---- | ----------------- | -------- | ----- | ------------ |
| 1    | Jonas Bahamboula  | 56       | 13    | 1969–1982    |
| 1    | Delvin N'Dinga    | 56       | 1     | 2008–2021    |
| 3    | Destin Makita     | 55       | 1     | 2001–2013    |
| 4    | Barel Mouko       | 51       | 1     | 2004–2018    |
| 5    | Magnoléké Bissiki | 45       | 0     | 2012–2021    |
| 6    | Oscar Ewolo       | 44       | 2     | 2000–2013    |
| 7    | Prince Oniangué   | 43       | 8     | 2008–2019    |
| 8    | Thievy Bifouma    | 41       | 16    | 2014–present |
| 8    | Francis N'Ganga   | 41       | 3     | 2008–2017    |
| 10   | Brice Samba       | 38       | 0     | 1990–2001    |

### Máximos Goleadores

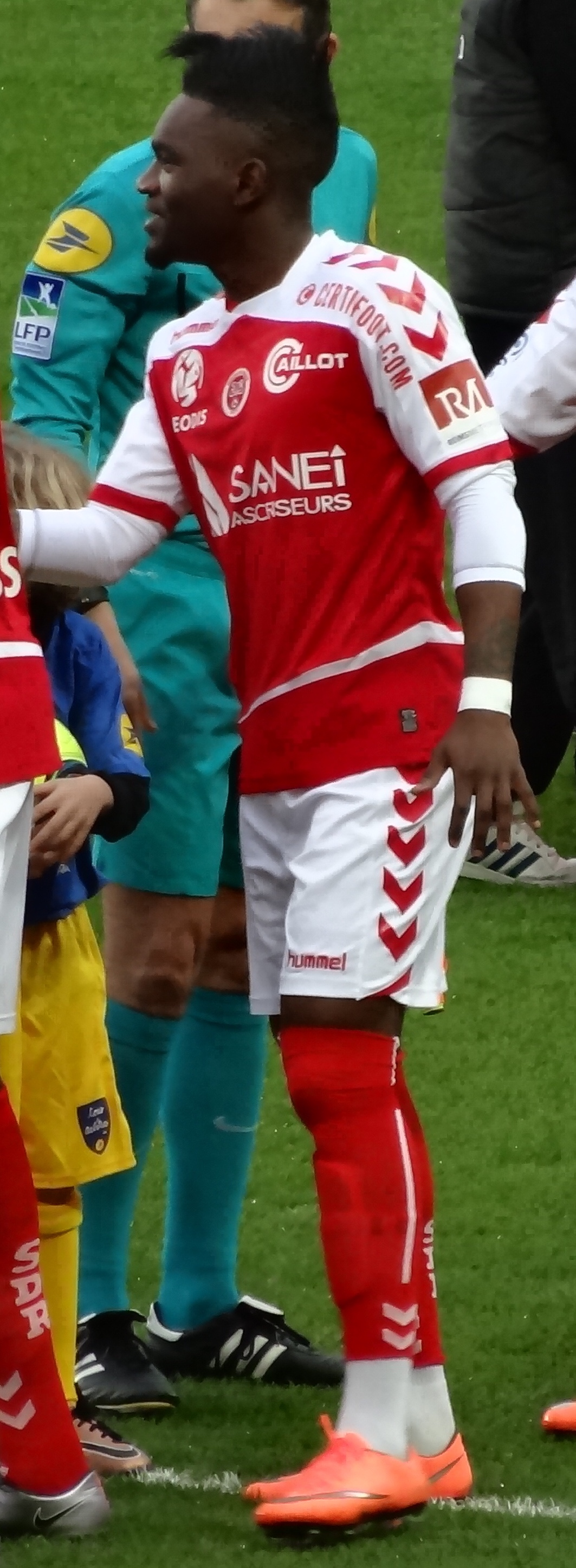
Thievy Bifouma is Congo's top scorer with 16 goals.

| Rank | Jugador                 | Goles | Partidos | Ratio | Carrera      |
| ---- | ----------------------- | ----- | -------- | ----- | ------------ |
| 1    | Thievy Bifouma          | 16    | 41       | 0.39  | 2014–present |
| 2    | Jonas Bahamboula        | 13    | 56       | 0.23  | 1969–1982    |
| 3    | François M'Pelé         | 12    | 29       | 0.41  | 1971–1978    |
| 4    | Paul Moukila            | 11    | 31       | 0.35  | 1970–1978    |
| 5    | Anges Ngapy             | 10    | 33       | 0.3   | 1984–1993    |
| 5    | Férébory Doré           | 10    | 37       | 0.27  | 2010–2017    |
| 7    | Jean-Jacques N'Domba    | 8     | 35       | 0.23  | 1974–1992    |
| 7    | Prince Oniangué         | 8     | 43       | 0.19  | 2008–2019    |
| 9    | Kader Bidimbou          | 5     | 13       | 0.38  | 2014–present |
| 9    | Silvère Ganvoula        | 5     | 20       | 0.25  | 2014–present |
| 9    | Guy Mbenza              | 5     | 21       | 0.24  | 2017–present |
| 9    | Hardy Binguila          | 5     | 25       | 0.2   | 2013–present |
| 9    | Rolf-Christel Guié-Mien | 5     | 25       | 0.2   | 1996–2008    |
| 9    | Fabrice Ondama          | 5     | 37       | 0.14  | 2006–2017    |

## Entrenadores
- Paul Ebondzibato (1962–1964)
- Vasily Sokolov (1964–1965)
- Paul Ebondzibato (1965–1970)
- Adolphe Bibanzoulou (1970–1973)[2]
- Robert Ndoudi (1973–1974)
- Cicerone Manolache (1974–1976)
- Zoran Ristić (1984)
- Yvon Goujon (1986–1987)[3]
- Noël Minga (1992–1993)
- David Mémy (1997–1998)
- Alain Nestor Ngouinda (1998–1999)
- David Mémy (1999–2000)
- Camille Ngakosso (2000)
- Gaston Tchangana (2001)
- Noël Minga (2001)
- Eugen Moldovan (2001–2002)
- Alain Nestor Ngouinda (2002)
- Claude Andrey (2002–2003)
- Tahseen Jabbary (2002–2003)
- Jean-Paul Bernard (2003)
- Michel Hidalgo (2004)
- Christian Létard (2004–2005)
- Gaston Tchangana (2005–2006)
- Noël Tosi (2006–2007)[4][5]
- Gaston Tchangana (2007–2008)
- Ivica Todorov (2008–2010)
- Robert Corfou (2010–2011)
- Camille Ngakosso (2011)
- Jean-Guy Wallemme (2011–2012)[6]
- Kamel Djabour (2012–2013)[7][8]
- Claude Le Roy (2013–2015)[9][10]
- Pierre Lechantre (2016)[11][12]
- Barthélémy Ngatsono (2016–2017)[13]
- Sébastien Migné (2017–2018)[14][15]
- Barthélémy Ngatsono (2018)[16]
- Valdo Filho (2018–2021)[17][18]
- Barthélémy Ngatsono (interino- 2021)[18]
- Paul Put (2021–2023)[19]
- Isaac N'Gata (2023-2025)
- Samuel Ramírez (2025-)

## Estadísticas

### Copa Mundial de Fútbol
| Copa Mundial de Fútbol           | Copa Mundial de Fútbol  | Copa Mundial de Fútbol  | Copa Mundial de Fútbol  | Copa Mundial de Fútbol  | Copa Mundial de Fútbol  | Copa Mundial de Fútbol  | Copa Mundial de Fútbol  |
| Año                              | Ronda                   | J                       | G                       | E                       | P                       | GF                      | GC                      |
| -------------------------------- | ----------------------- | ----------------------- | ----------------------- | ----------------------- | ----------------------- | ----------------------- | ----------------------- |
| 1930 - 1954                      | No existía la selección | No existía la selección | No existía la selección | No existía la selección | No existía la selección | No existía la selección | No existía la selección |
| 1958                             | No participó            | No participó            | No participó            | No participó            | No participó            | No participó            | No participó            |
| 1962                             | No participó            | No participó            | No participó            | No participó            | No participó            | No participó            | No participó            |
| 1966                             | Descalificado           | Descalificado           | Descalificado           | Descalificado           | Descalificado           | Descalificado           | Descalificado           |
| Como República Popular del Congo |                         |                         |                         |                         |                         |                         |                         |
| 1970                             | No participó            | No participó            | No participó            | No participó            | No participó            | No participó            | No participó            |
| 1974                             | No clasificó            | No clasificó            | No clasificó            | No clasificó            | No clasificó            | No clasificó            | No clasificó            |
| 1978                             | No clasificó            | No clasificó            | No clasificó            | No clasificó            | No clasificó            | No clasificó            | No clasificó            |
| 1982                             | No participó            | No participó            | No participó            | No participó            | No participó            | No participó            | No participó            |
| 1986                             | No participó            | No participó            | No participó            | No participó            | No participó            | No participó            | No participó            |
| 1990                             | No participó            | No participó            | No participó            | No participó            | No participó            | No participó            | No participó            |
| Como República del Congo         |                         |                         |                         |                         |                         |                         |                         |
| 1994                             | No clasificó            | No clasificó            | No clasificó            | No clasificó            | No clasificó            | No clasificó            | No clasificó            |
| 1998                             | No clasificó            | No clasificó            | No clasificó            | No clasificó            | No clasificó            | No clasificó            | No clasificó            |
| 2002                             | No clasificó            | No clasificó            | No clasificó            | No clasificó            | No clasificó            | No clasificó            | No clasificó            |
| 2006                             | No clasificó            | No clasificó            | No clasificó            | No clasificó            | No clasificó            | No clasificó            | No clasificó            |
| 2010                             | No clasificó            | No clasificó            | No clasificó            | No clasificó            | No clasificó            | No clasificó            | No clasificó            |
| 2014                             | No clasificó            | No clasificó            | No clasificó            | No clasificó            | No clasificó            | No clasificó            | No clasificó            |
| 2018                             | No clasificó            | No clasificó            | No clasificó            | No clasificó            | No clasificó            | No clasificó            | No clasificó            |
| 2022                             | No clasificó            | No clasificó            | No clasificó            | No clasificó            | No clasificó            | No clasificó            | No clasificó            |
| 2026                             | Suspendido              | Suspendido              | Suspendido              | Suspendido              | Suspendido              | Suspendido              | Suspendido              |
| 2030                             | Por disputarse          | Por disputarse          | Por disputarse          | Por disputarse          | Por disputarse          | Por disputarse          | Por disputarse          |
| 2034                             | Por disputarse          | Por disputarse          | Por disputarse          | Por disputarse          | Por disputarse          | Por disputarse          | Por disputarse          |
| Total                            | 0/22                    | -                       | -                       | -                       | -                       | -                       | -                       |

### Copa Africana de Naciones
| Copa Africana de Naciones        | Copa Africana de Naciones | Copa Africana de Naciones | Copa Africana de Naciones | Copa Africana de Naciones | Copa Africana de Naciones | Copa Africana de Naciones | Copa Africana de Naciones |
| Año                              | Ronda                     | J                         | G                         | E                         | P                         | GF                        | GC                        |
| Como Congo-Brazzaville           | Como Congo-Brazzaville    | Como Congo-Brazzaville    | Como Congo-Brazzaville    | Como Congo-Brazzaville    | Como Congo-Brazzaville    | Como Congo-Brazzaville    | Como Congo-Brazzaville    |
| -------------------------------- | ------------------------- | ------------------------- | ------------------------- | ------------------------- | ------------------------- | ------------------------- | ------------------------- |
| 1957 - 1965                      | No participó              | No participó              | No participó              | No participó              | No participó              | No participó              | No participó              |
| 1968                             | Fase de grupos            | 3                         | 0                         | 0                         | 3                         | 2                         | 8                         |
| Como República Popular del Congo |                           |                           |                           |                           |                           |                           |                           |
| 1970                             | No participó              | No participó              | No participó              | No participó              | No participó              | No participó              | No participó              |
| 1972                             | Campeón                   | 5                         | 3                         | 1                         | 1                         | 9                         | 5                         |
| 1974                             | Cuarto lugar              | 5                         | 2                         | 1                         | 2                         | 7                         | 10                        |
| 1976                             | No clasificó              | No clasificó              | No clasificó              | No clasificó              | No clasificó              | No clasificó              | No clasificó              |
| 1978                             | Fase de grupos            | 3                         | 0                         | 1                         | 2                         | 1                         | 4                         |
| 1980                             | No clasificó              | No clasificó              | No clasificó              | No clasificó              | No clasificó              | No clasificó              | No clasificó              |
| 1982                             | No clasificó              | No clasificó              | No clasificó              | No clasificó              | No clasificó              | No clasificó              | No clasificó              |
| 1984                             | No clasificó              | No clasificó              | No clasificó              | No clasificó              | No clasificó              | No clasificó              | No clasificó              |
| 1986                             | No clasificó              | No clasificó              | No clasificó              | No clasificó              | No clasificó              | No clasificó              | No clasificó              |
| 1988                             | No clasificó              | No clasificó              | No clasificó              | No clasificó              | No clasificó              | No clasificó              | No clasificó              |
| 1990                             | No participó              | No participó              | No participó              | No participó              | No participó              | No participó              | No participó              |
| Como República del Congo         |                           |                           |                           |                           |                           |                           |                           |
| 1992                             | Cuartos de final          | 3                         | 0                         | 2                         | 1                         | 2                         | 3                         |
| 1994                             | No clasificó              | No clasificó              | No clasificó              | No clasificó              | No clasificó              | No clasificó              | No clasificó              |
| 1996                             | No clasificó              | No clasificó              | No clasificó              | No clasificó              | No clasificó              | No clasificó              | No clasificó              |
| 1998                             | No clasificó              | No clasificó              | No clasificó              | No clasificó              | No clasificó              | No clasificó              | No clasificó              |
| 2000                             | Fase de grupos            | 3                         | 0                         | 2                         | 1                         | 0                         | 1                         |
| 2002                             | No clasificó              | No clasificó              | No clasificó              | No clasificó              | No clasificó              | No clasificó              | No clasificó              |
| 2004                             | No clasificó              | No clasificó              | No clasificó              | No clasificó              | No clasificó              | No clasificó              | No clasificó              |
| 2006                             | No clasificó              | No clasificó              | No clasificó              | No clasificó              | No clasificó              | No clasificó              | No clasificó              |
| 2008                             | No clasificó              | No clasificó              | No clasificó              | No clasificó              | No clasificó              | No clasificó              | No clasificó              |
| 2010                             | No clasificó              | No clasificó              | No clasificó              | No clasificó              | No clasificó              | No clasificó              | No clasificó              |
| 2012                             | No clasificó              | No clasificó              | No clasificó              | No clasificó              | No clasificó              | No clasificó              | No clasificó              |
| 2013                             | No clasificó              | No clasificó              | No clasificó              | No clasificó              | No clasificó              | No clasificó              | No clasificó              |
| 2015                             | Cuartos de final          | 4                         | 2                         | 1                         | 1                         | 6                         | 6                         |
| 2017                             | No clasificó              | No clasificó              | No clasificó              | No clasificó              | No clasificó              | No clasificó              | No clasificó              |
| 2019                             | No clasificó              | No clasificó              | No clasificó              | No clasificó              | No clasificó              | No clasificó              | No clasificó              |
| 2021                             | No clasificó              | No clasificó              | No clasificó              | No clasificó              | No clasificó              | No clasificó              | No clasificó              |
| 2023                             | No clasificó              | No clasificó              | No clasificó              | No clasificó              | No clasificó              | No clasificó              | No clasificó              |
| 2025                             | No clasificó              | No clasificó              | No clasificó              | No clasificó              | No clasificó              | No clasificó              | No clasificó              |
| 2027                             | Por definir               | Por definir               | Por definir               | Por definir               | Por definir               | Por definir               | Por definir               |
| Total                            | 7/35                      | 26                        | 7                         | 8                         | 11                        | 27                        | 37                        |

## Selección Local

### Campeonato Africano de Naciones
| Campeonato Africano de Naciones | Campeonato Africano de Naciones | Campeonato Africano de Naciones | Campeonato Africano de Naciones | Campeonato Africano de Naciones | Campeonato Africano de Naciones | Campeonato Africano de Naciones | Campeonato Africano de Naciones |
| Año                             | Ronda                           | J                               | G                               | E                               | P                               | GF                              | GC                              |
| ------------------------------- | ------------------------------- | ------------------------------- | ------------------------------- | ------------------------------- | ------------------------------- | ------------------------------- | ------------------------------- |
| 2009                            | No clasificó                    | No clasificó                    | No clasificó                    | No clasificó                    | No clasificó                    | No clasificó                    | No clasificó                    |
| 2011                            | No clasificó                    | No clasificó                    | No clasificó                    | No clasificó                    | No clasificó                    | No clasificó                    | No clasificó                    |
| 2014                            | Fase de grupos                  | 3                               | 1                               | 1                               | 1                               | 3                               | 3                               |
| 2016                            | No clasificó                    | No clasificó                    | No clasificó                    | No clasificó                    | No clasificó                    | No clasificó                    | No clasificó                    |
| 2018                            | Cuartos de final                | 4                               | 2                               | 2                               | 0                               | 4                               | 1                               |
| 2021                            | Cuartos de final                | 4                               | 1                               | 2                               | 1                               | 2                               | 2                               |
| 2023                            | Fase de grupos                  | 2                               | 0                               | 1                               | 1                               | 0                               | 1                               |
| 2025                            | Clasificó                       | Clasificó                       | Clasificó                       | Clasificó                       | Clasificó                       | Clasificó                       | Clasificó                       |
| Total                           | 5/8                             | 13                              | 4                               | 6                               | 3                               | 9                               | 7                               |

### Copa UDEAC
| Copa UDEAC | Copa UDEAC     | Copa UDEAC | Copa UDEAC | Copa UDEAC | Copa UDEAC | Copa UDEAC | Copa UDEAC |
| Año        | Ronda          | J          | G          | E          | P          | GF         | GC         |
| 1984       | Subcampeón     | 4          | 3          | 1          | 0          | 12         | 3          |
| ---------- | -------------- | ---------- | ---------- | ---------- | ---------- | ---------- | ---------- |
| 1985       | Subcampeón     | 4          | 2          | 0          | 2          | 5          | 5          |
| 1986       | Tercer lugar   | 3          | 1          | 1          | 1          | 3          | 2          |
| 1987       | Se retiró      | Se retiró  | Se retiró  | Se retiró  | Se retiró  | Se retiró  | Se retiró  |
| 1988       | Tercer lugar   | 4          | 3          | 0          | 1          | 6          | 3          |
| 1989       | Fase de grupos | 3          | 1          | 0          | 2          | 2          | 4          |
| 1990       | Campeón        | 4          | 4          | 0          | 0          | 12         | 1          |
| Total      | 6/7            | 22         | 14         | 2          | 6          | 40         | 18         |

### Copa CEMAC
| Copa CEMAC | Copa CEMAC     | Copa CEMAC | Copa CEMAC | Copa CEMAC | Copa CEMAC | Copa CEMAC | Copa CEMAC |
| Año        | Ronda          | J          | G          | E          | P          | GF         | GC         |
| 2003       | Tercer lugar   | 3          | 2          | 0          | 1          | 5          | 4          |
| ---------- | -------------- | ---------- | ---------- | ---------- | ---------- | ---------- | ---------- |
| 2005       | Cuarto lugar   | 4          | 1          | 1          | 2          | 2          | 3          |
| 2006       | Fase de grupos | 2          | 0          | 1          | 1          | 1          | 2          |
| 2007       | Campeón        | 4          | 3          | 0          | 1          | 9          | 4          |
| 2008       | Subcampeón     | 4          | 2          | 0          | 2          | 3          | 6          |
| 2009       | Fase de grupos | 2          | 0          | 1          | 1          | 2          | 4          |
| 2010       | Campeón        | 4          | 3          | 1          | 0          | 5          | 2          |
| 2013       | Tercer lugar   | 4          | 2          | 1          | 1          | 3          | 2          |
| 2014       | Subcampeón     | 4          | 2          | 1          | 1          | 7          | 5          |
| Total      | 9/9            | 31         | 15         | 6          | 10         | 37         | 32         |